# Talsperre Porce II
Die Talsperre Porce II (span. Represa Porce II) befindet sich im Departamento de Antioquia im nördlichen Zentral-Kolumbien, 75 km nordöstlich der Großstadt Medellín. Die in der kolumbianischen Zentralkordillere gelegene Talsperre befindet sich am Río Porce bei Flusskilometer 94. Oberstrom befindet sich das Wasserkraftwerk Carlos Lleras Restrepo am Río Medellín sowie die Wasserkraftwerke Riogrande I und Hidromontañitas am Río Grande. Abstrom befindet sich die Talsperre Porce III. Die Talsperre Porce II wurde 1999–2001 fertiggestellt. Betreiber der Anlage ist Empresas Públicas de Medellín (EPM).

## Talsperre
Die Talsperre Porce II besteht aus einem 123 m hohen Walzbeton-Staudamm. Die Kronenlänge beträgt 455 m, die Kronenbreite 9 m, die Basisbreite 117 m, das Dammvolumen 1,4 Mio. m³. Auf der rechten Seite wird der Staudamm durch einen 45 m hohen Damm mit einem Volumen von 1,6 Mio. m³ ergänzt.

## Stausee
Der Río Porce wird auf einer Länge von etwa 8 km aufgestaut. Der Stausee bedeckt eine Fläche von maximal 8,9 km². Das Speichervolumen liegt bei 142,7 Mio. m³, der nutzbare Stauraum liegt bei 83 Mio. m³.

## Wasserkraftwerk
Eine 4,5 km lange Rohrleitung führt das Wasser von der Talsperre zum unterirdisch gelegenen Wasserkraftwerk (⊙). Das Kavernenkraftwerk befindet sich 5 km flussabwärts am rechten Talhang. Es besitzt drei Francis-Turbinen mit einer Gesamtleistung von 392 MW. Die geplante durchschnittliche Jahresenergieproduktion liegt bei etwa 1600 GWh. Die Brutto-Fallhöhe beträgt 239,7 m, die Ausbauwassermenge 113,6 m³/s. Unterhalb des Kraftwerks gelangt das Wasser über einen 540 m langen Tunnel und einen 120 m langen Kanal zurück in den Fluss (⊙). Etwa einen Kilometer nördlich des Kraftwerks befindet sich das zugehörige Umspannwerk (⊙).